# Obélisque inachevé
L'obélisque inachevé est un obélisque égyptien dont la taille a été abandonnée, probablement à la suite d’une fêlure dans la roche. Il repose, à l'état d'ébauche, non détaché du massif rocheux, dans une grande carrière de granite rose (syénite) située à deux kilomètres au sud de Syène (Assouan).

## Éléments historiques
L'égyptologue Habachi pense que ce monolithe faisait partie d'une troisième paire d'obélisques prévue pour le temple d'Amon à Karnak : l'un d'eux est cet obélisque inachevé, l'autre est l'actuel obélisque du Latran qui a été initialement érigé à Karnak par Thoutmôsis IV.

## Carrières d'Assouan
L’exploitation des carrières de granite, de schiste et d’albâtre fut, dès l’antiquité, l’une des richesses de la région. Les blocs étaient transportés vers le nord par la voie fluviale du Nil. Les obélisques égyptiens transférés et érigés à Rome, New York, Istanbul, Paris et Londres ont été taillés dans le granite d’Assouan, roche présente uniquement dans cette région méridionale de l'Égypte.
À quelques kilomètres au sud d’Assouan, plusieurs carrières fournissaient le précieux granite rose destiné aux obélisques, mais aussi les blocs de pierre destinés aux pyramides, aux statues et aux colosses royaux.

## Le géant inachevé
Dans une grande carrière de granite repose l'obélisque inachevé, dont la taille a été abandonnée à la suite d’une fêlure dans la roche. C’est le plus grand de tous les obélisques connus à ce jour. Long de près de 42 mètres, il est taillé sur trois faces, mais pas du tout poli ni gravé.
L’obélisque inachevé est un long bloc de pierre de section carrée, qui s’affine vers la partie supérieure pour se terminer en pointe. Son poids est estimé à environ 1200 tonnes.

### Dégagement
Jusqu'au début du XXe siècle, les visiteurs contemplaient un obélisque long apparemment d'une vingtaine de mètres, que les anciens semblaient avoir renoncé à détacher de la montagne. Au cours d'une visite qu'il fit à Assouan, le roi Fouad exprima le désir que cet obélisque fût complètement dégagé. Ce travail fut mené à bien sous la direction de Reginald Engelbach, conservateur du musée du Caire. On s'aperçut alors que l'obélisque, long de 41,75 m et large à la base de 4,20 m avait été en réalité complètement dégagé sur les côtés, mais jamais extrait de la tranchée.

### Techniques de taille

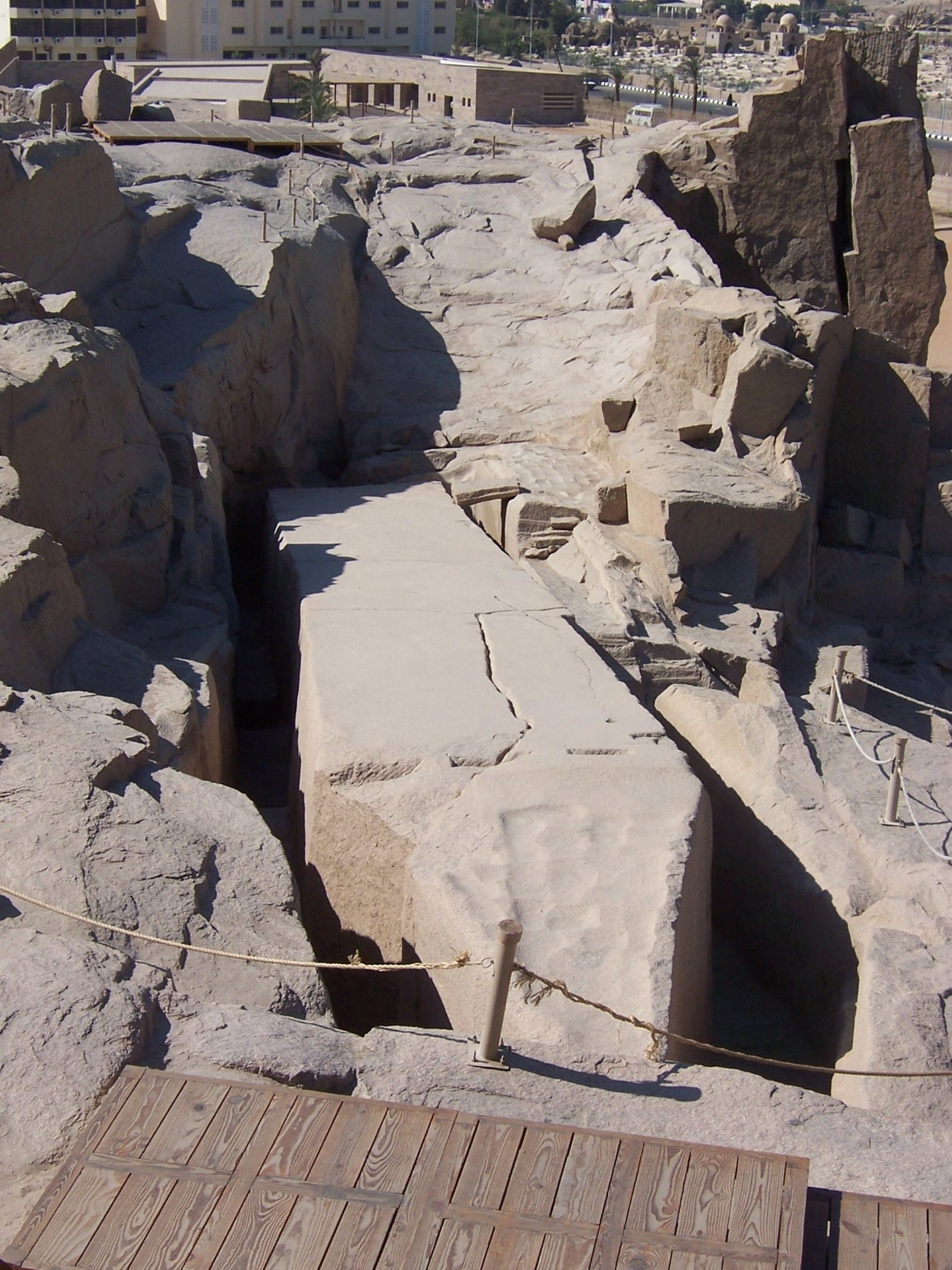
L'obélisque inachevé : la pointe.

Ce gigantesque obélisque donne des indications sur la façon dont ces monuments étaient taillés dans le massif granitique. Sans doute à cause d'un défaut dans la roche, les ouvriers l'abandonnèrent, sans le détacher du sol. Cet état d’inachèvement permet de mieux comprendre les procédés d’extraction qu’utilisaient les Égyptiens dans les temps anciens : l'état des immenses saignées latérales montre que la roche était attaquée par percussion (très certainement à l'aide de marteaux ou boules de dolérite), plutôt que par la technique courante à l'époque romaine des encoches et des coins de bois gonflés à l'eau, ou encore des coins métalliques.
On choisissait d'abord un banc rocheux homogène et dépourvu de toute fissure, puis on aplanissait sa surface par l'application de briques chaudes brusquement refroidies à grande eau. Le granite était alors damé sans relâche à l'aide des boules de dolérite, dont on a retrouvé de nombreux exemplaires formés naturellement dans les vallées de toute cette région désertique, à l'est comme à l'ouest du fleuve. Ces boules pèsent couramment 5 kg, et mesurent 15 à 30 cm de diamètre. Elles permettent de pulvériser, en une heure de travail, le granite d'Assouan sur une épaisseur de cinq millimètres.

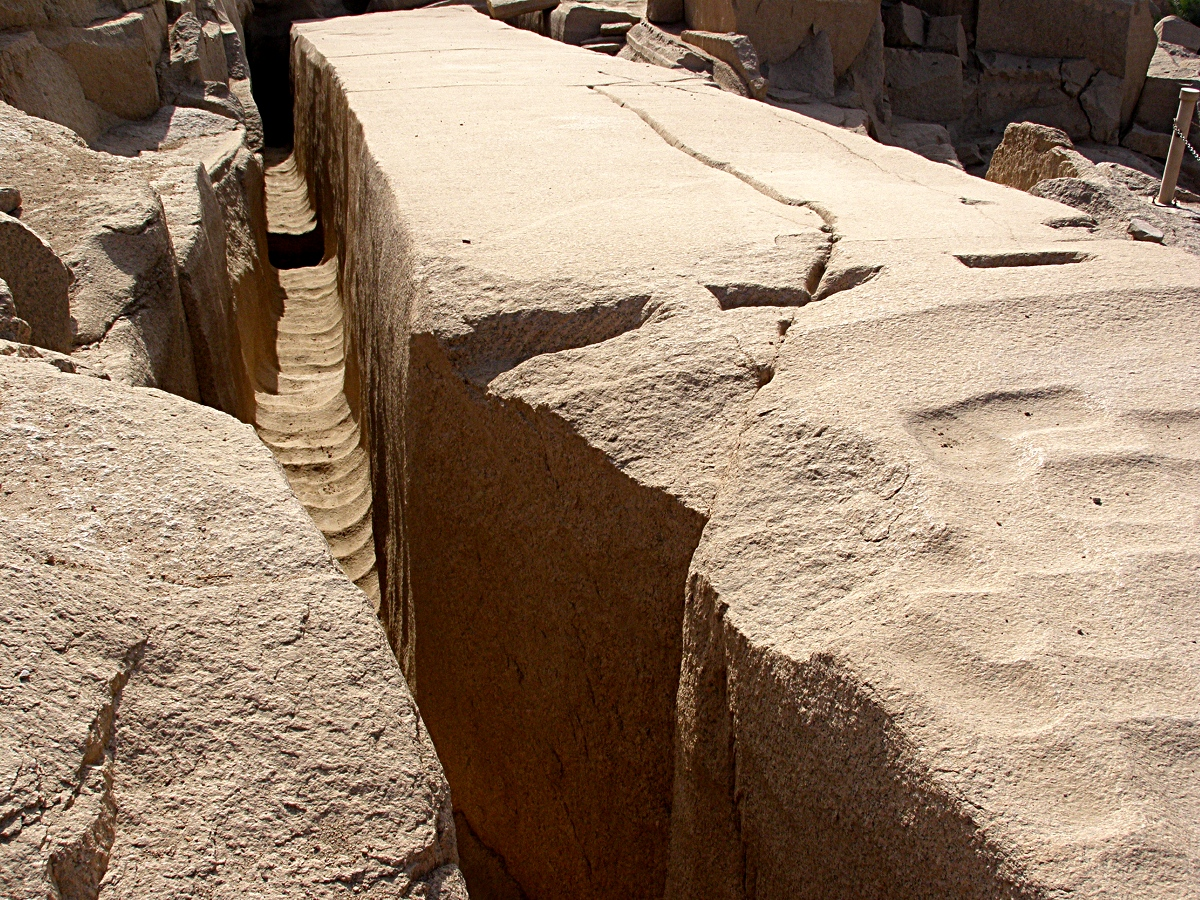
Obélisque inachevé, traces de martelage
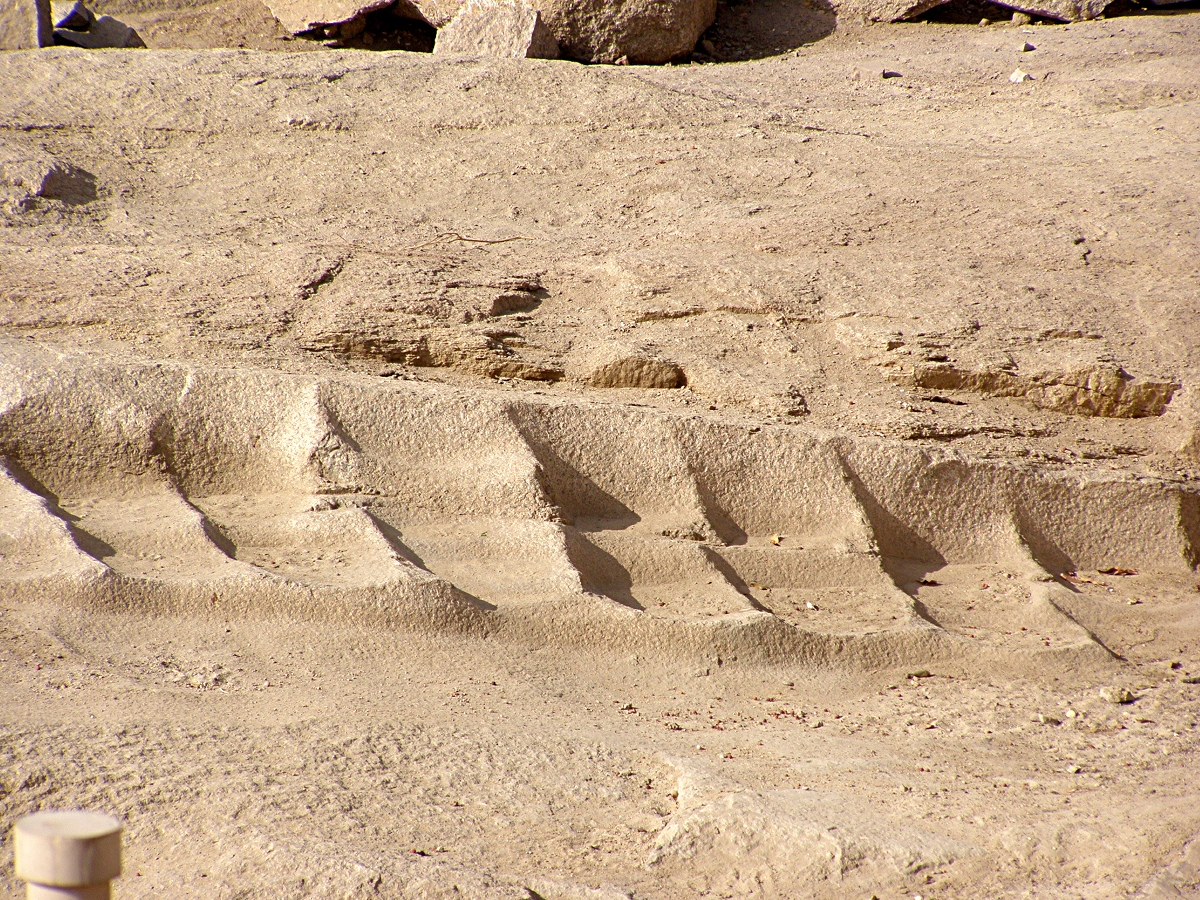
Obélisque inachevé, traces de martelage, détail
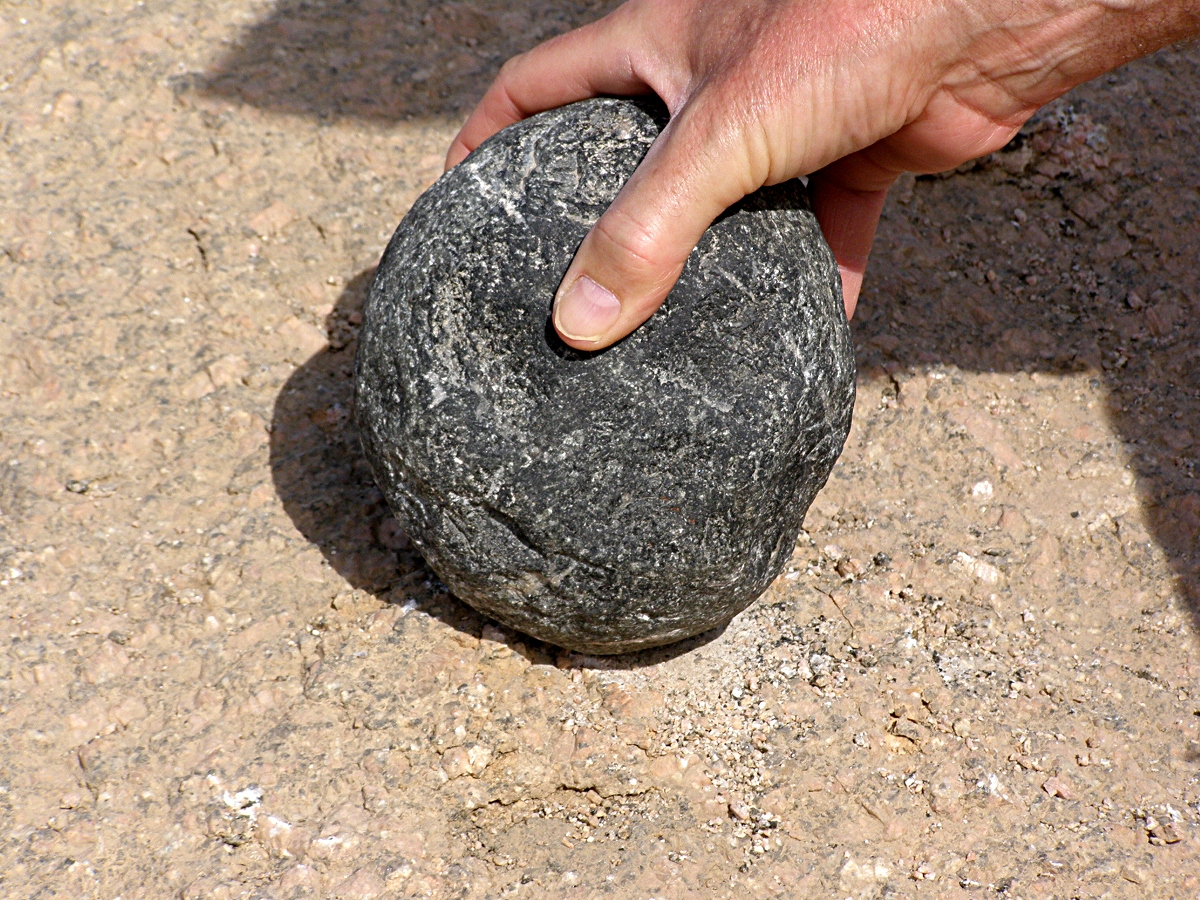
Obélisque inachevé, boule de martelage

On se servait de ces outils lithiques par percussions verticales patiemment répétées, en les levant et relâchant brusquement, à la façon de l'outil appelé dame ou hie. Il en résulte des traces d'outils très particulières, en forme de larges cannelures arrondies qui semblent comme « grignotées ».

### Délais de livraison
On ne sait combien de temps il eût fallu pour mener le chantier à son terme, mais on peut en avoir une idée par une inscription de l'obélisque d'Hatchepsout à Karnak : la reine déclare que sans doute personne ne la croira, mais que son obélisque fut achevé et érigé en tout juste sept mois.

### Finition, transport des obélisques
Les blocs étaient probablement finis et polis sur place, puis tirés jusqu’au Nil et hissés sur des barges, à sec sur la rive. La crue les remettait à flot et dès lors, le transport devenait possible.

## Musée de l’obélisque inachevé

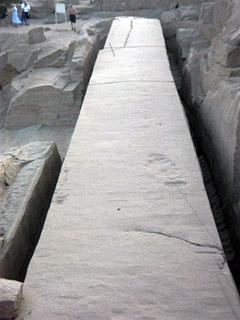
L'obélisque inachevé.

Un musée à ciel ouvert a été créé dans la zone de l’obélisque inachevé à Assouan. Outre cet obélisque, il regroupe des débris de cinq autres obélisques taillés dans le granite d'Assouan ; une inscription mentionne que Thoutmôsis III, à la 25e année de son règne, a commandé deux obélisques destinés au temple de Karnak : l'un d'eux est actuellement à Rome, l'autre est toujours en place dans le temple.